# Rote Liebe
Rote Liebe ist ein deutscher Spielfilm aus dem Jahr 1982 von Rosa von Praunheim mit Helga Goetze in der Hauptrolle.

## Handlung
In diesem Film nach einer Novelle von Alexandra Kollontai geht es um die sowjetische Frauenrechtlerin und Revolutionärin Wassilissa, die sich von ihrem herrischen Liebhaber Wladimir, dem Direktor der Handelsgenossenschaft, emanzipieren möchte. Als letztes Mittel der Wahl bleibt ihr nur die Ermordung des erbitterten Patriarchen.

## Notizen
Der TV- und Kinofilm hatte 1982 seine Uraufführung bei den Internationalen Filmfestspielen von Berlin und wurde unter anderem 1983 im Museum of Modern Art in New York City, beim New York Film Festival und an der Universität von Kalifornien in Berkeley gezeigt sowie 1987 beim São Paulo International Film Festival aufgeführt. Im Fernsehen wurde Rote Liebe unter anderem 1991 im ZDF ausgestrahlt.
Ergänzend zu dem Film brachte Rosa von Praunheim das Buch Rote Liebe – Ein Gespräch mit Helga Goetze heraus.
Der Regisseur hatte bereits 1976 Rote Liebe als Theaterstück inszeniert und aufgeführt.
Die Musik zum Film fand sich zum Teil auf dem ersten Album der damals noch unbekannten Band Ideal wieder und verhalf ihr somit zu mehr Popularität.
Anlässlich des 100. Geburtstages von Helga Goetze am 12. März 2022 und des 150. Geburtstages von Alexandra Kollontai am 19. März desselben Jahres zeigte das Kino des Berliner Kunst- und Kulturzentrums Brotfabrik den Film vom 14. bis zum 16. März 2022.

## Rezeption
Über Helga Goetze als Hauptbesetzung wurde reichlich diskutiert, der Film fand aber durchaus viel Anklang bei der Kritik: „Rosa von Praunheim, der es seit seinen frühen Knüllern Die Bettwurst und Die Berliner Bettwurst versteht, uns die Flausen über die säuberliche Unterscheidung von Kitsch und Kunst, von Gefühl und Sentimentalität auszutreiben, hat auch mit der Roten Liebe ein vergnüglich verstörendes Vexierspiel inszeniert“, schrieb Hellmuth Karasek im Spiegel. „Schockierend, oft urkomisch und immer kontrovers […]“, so kündigte das Berkeley Art Museum der Universität von Kalifornien den Film 1983 an. Der Tagesspiegel kam zu dem Ergebnis: „Im besten Sinne ein Kunstwerk.“